# Elezioni presidenziali in Cile del 1932
Le elezioni presidenziali in Cile del 1932 si tennero il 30 ottobre. Esse videro la vittoria di Arturo Alessandri Palma del Partito Liberale, che divenne Presidente.

## Risultati
| Candidati                    | Partiti                     | Voti    | %     |
| ---------------------------- | --------------------------- | ------- | ----- |
| Arturo Alessandri Palma      | Partito Liberale            | 189 914 | 55,05 |
| Marmaduke Grove Vallejo      | Nuova Azione Pubblica       | 60 856  | 17,64 |
| Héctor Rodríguez de la Sotta | Partito Conservatore        | 47 207  | 13,68 |
| Enrique Zañartu Prieto       | Partito Liberal Democratico | 42 885  | 12,43 |
| Elías Lafertte Gaviño        | Partito Comunista del Cile  | 4 128   | 1,20  |
| Totale                       | Totale                      | 344 990 | 100   |